# Galeopsis patagonicus
Galeopsis patagonicus är en mossdjursart som beskrevs av Hayward 1993. Galeopsis patagonicus ingår i släktet Galeopsis och familjen Celleporidae. Inga underarter finns listade i Catalogue of Life.